# Groupe des amoureux
Le Groupe des amoureux est un tableau réalisé en 1932-1935 par le peintre français Henri Martin. Cette huile sur toile représente un couple se promenant, amoureusement enlacé près du bassin du jardin du Luxembourg, à Paris. Elle est conservée au Petit Palais.
C'est une esquisse de détail pour un ensemble de cinq toiles, exposées dans l'escalier de la mairie du 5e arrondissement. .

## Historique de l’œuvre
Le Groupe des amoureux a été peint par Henri Martin en 1932-1935. Il s’agit d’une esquisse, dont le sujet figure, à l’identique, dans un ensemble de cinq grandes toiles, exposées à titre permanent dans l'escalier d’honneur de la mairie du 5e arrondissement de Paris.
Le titre complet de l’œuvre est «Esquisse de détail pour l'escalier d'Honneur de la mairie du 5e: un couple marchant le long du bassin du Luxembourg», mais sa forme abrégée «Groupe des amoureux» est la plus connue. Elle est conservée au Petit Palais, musée des Beaux-Arts de la ville de Paris.
L’ensemble des cinq toiles est désigné par l’appellation «Esquisses pour la mairie du 5e»,.

## Présentation

### Groupe des amoureux
L’œuvre représente deux amoureux tendrement enlacés, têtes inclinées vers le bas. Ils se promènent le long d’un bassin, sur lequel flottent deux bateaux à voile jouets d’enfants, l’un à droite, l’autre à gauche. En arrière-plan, on distingue plusieurs personnages, dont certains semblent être assis sur le rebord du bassin. Seul le titre permet de savoir que la scène se déroule au Jardin du Luxembourg.
Signature en bas  à gauche (non visible sur l'illustration ci-contre): Henri Martin.

### Ensemble des esquisses
L’ensemble est composé de cinq grandes toiles tendues, réalisées de 1932 à 1935 . Elles sont exposées dans l’hémicycle de l’escalier d’honneur de la mairie du 5e arrondissement, qui présente l’œuvre en ces termes sur son site officiel: 

« L’escalier d’honneur. Dans la partie en hémicycle de la cage d’escalier, cinq grandes toiles tendues d’Henri Martin (1860-1943) représentent le jardin du Luxembourg situé dans le 6e arrondissement (…). Ce polyptyque réalisé à la fin de sa carrière (1935) constitue un exemple abouti du mouvement post-impressionniste dont Henri Martin, grand maître de la lumière, est un des représentants les plus emblématiques »

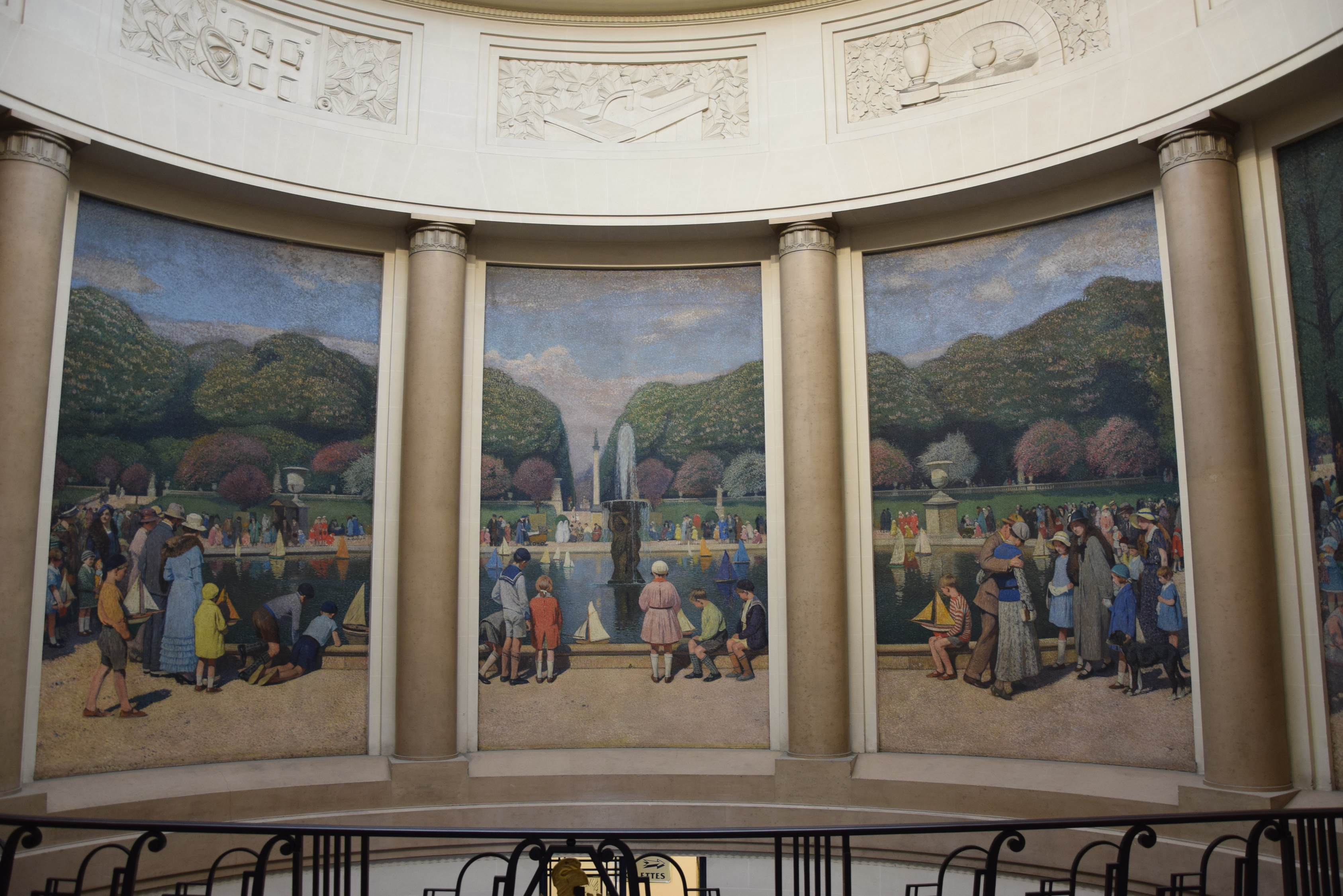
Esquisses pour la mairie du 5e, cinq toiles de Henri Martin peintes de 1932 à 1935. Elles sont exposées dans l'escalier d'honneur. Trois d'entre elles sont ici visibles. On peut voir qu'il s'agit du Jardin du Luxembourg. Les personnages du Groupe des amoureux sont représentés sur la toile située à droite, la quatrième de l'ensemble. On peut remarquer quelques différences dans la composition, par rapport à l'«Esquisse de détail» du Petit Palais: plusieurs personnages ont été ajoutés près des amoureux, lesquels sont ainsi moins seuls au monde; en arrière plan, on distingue nettement de nombreux promeneurs.

.
 
 